# Gärtnerhaus der Goldschmidtvilla (Radebeul)
Das Gärtnerhaus der Goldschmidtvilla ist ein landhausartiges Wohnhaus in der Dr.-Rudolf-Friedrichs-Straße 25 im Stadtteil Niederlößnitz der sächsischen Stadt Radebeul, gegenüber der Einmündung der Paradiesstraße. Das ehemalige Bediensteten-Wohnhaus liegt im Denkmalschutzgebiet Historische Weinberglandschaft Radebeul.

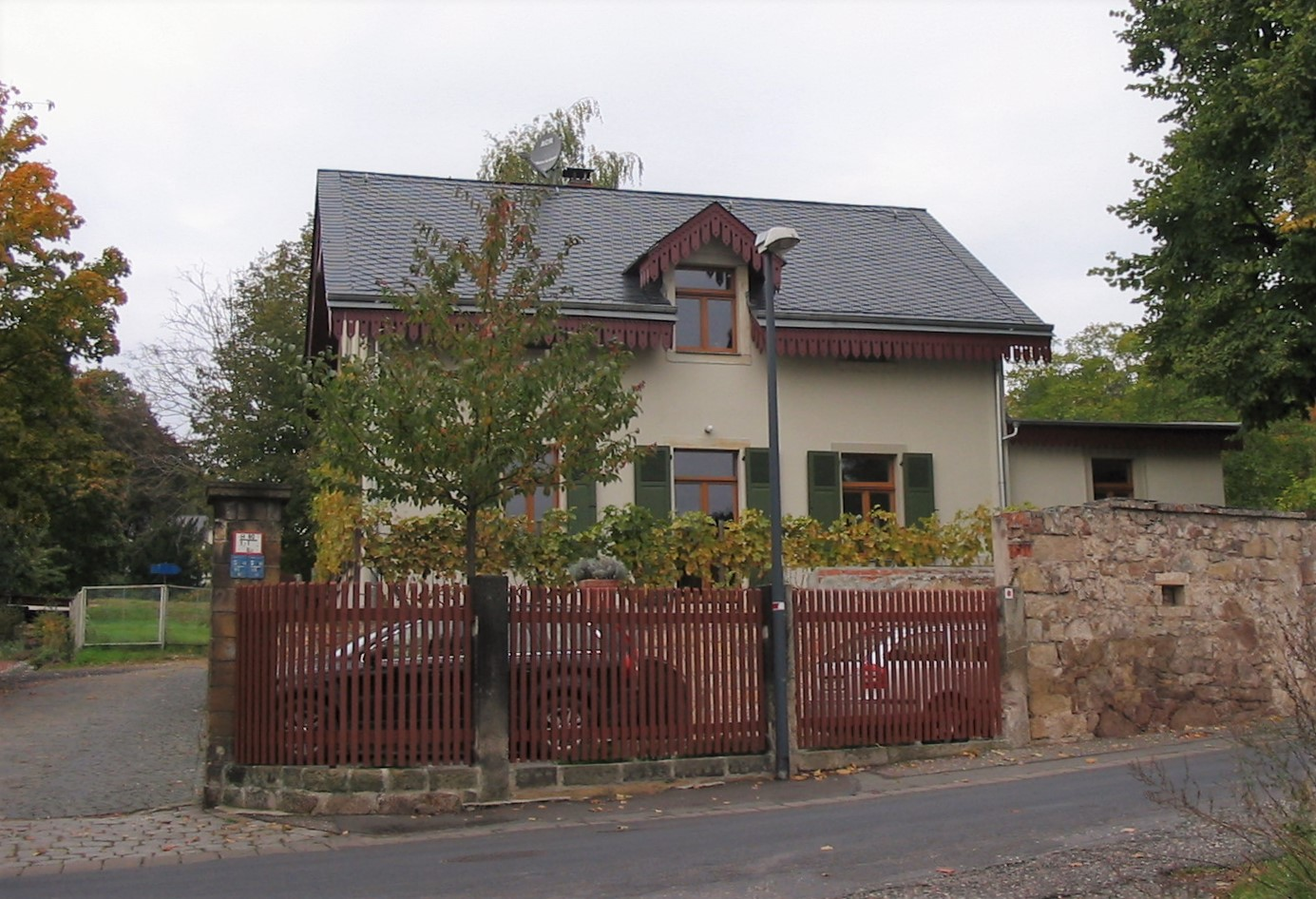
Gärtnerhaus der Goldschmidtvilla

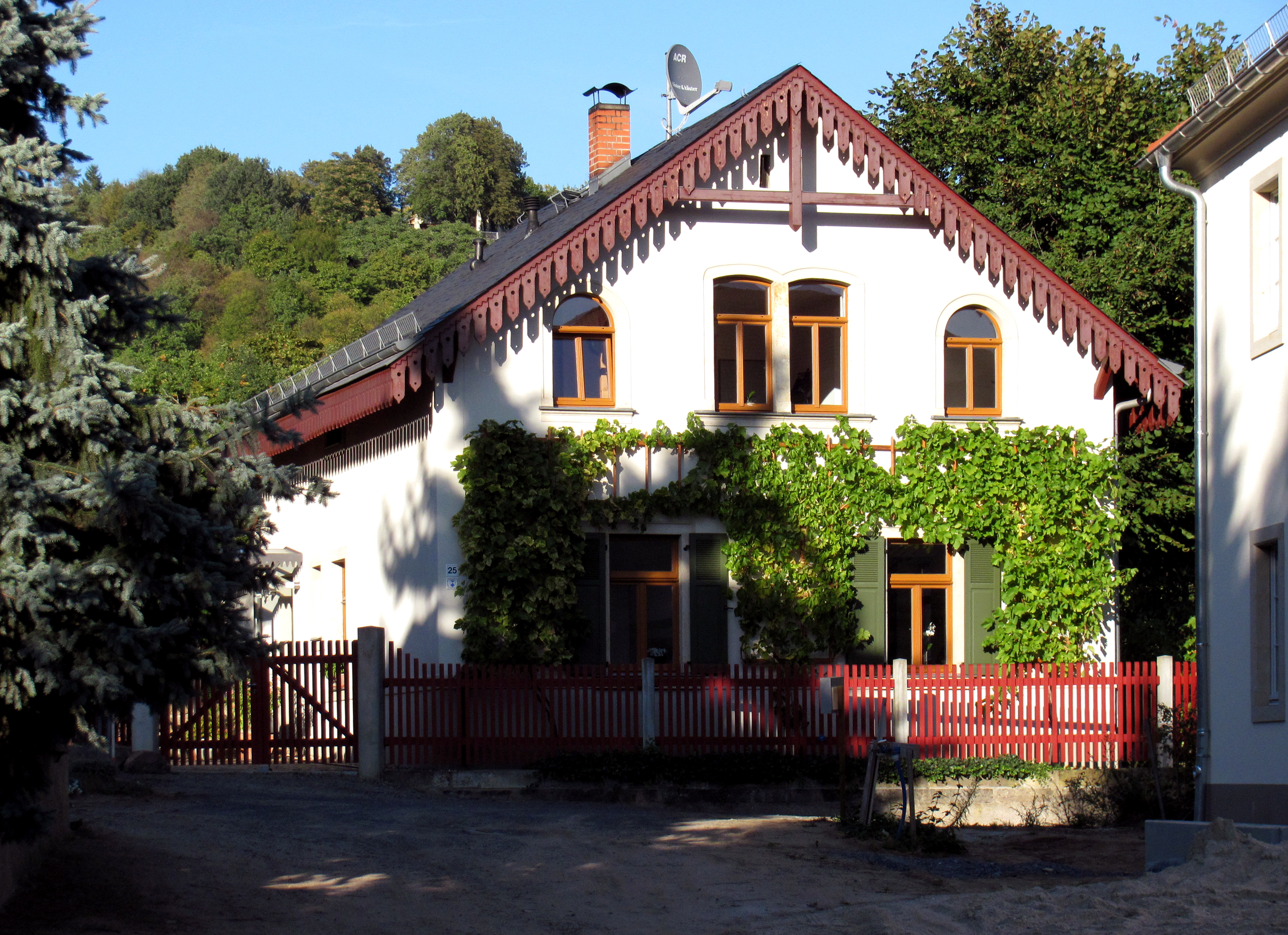
Gärtnerhaus der Goldschmidtvilla

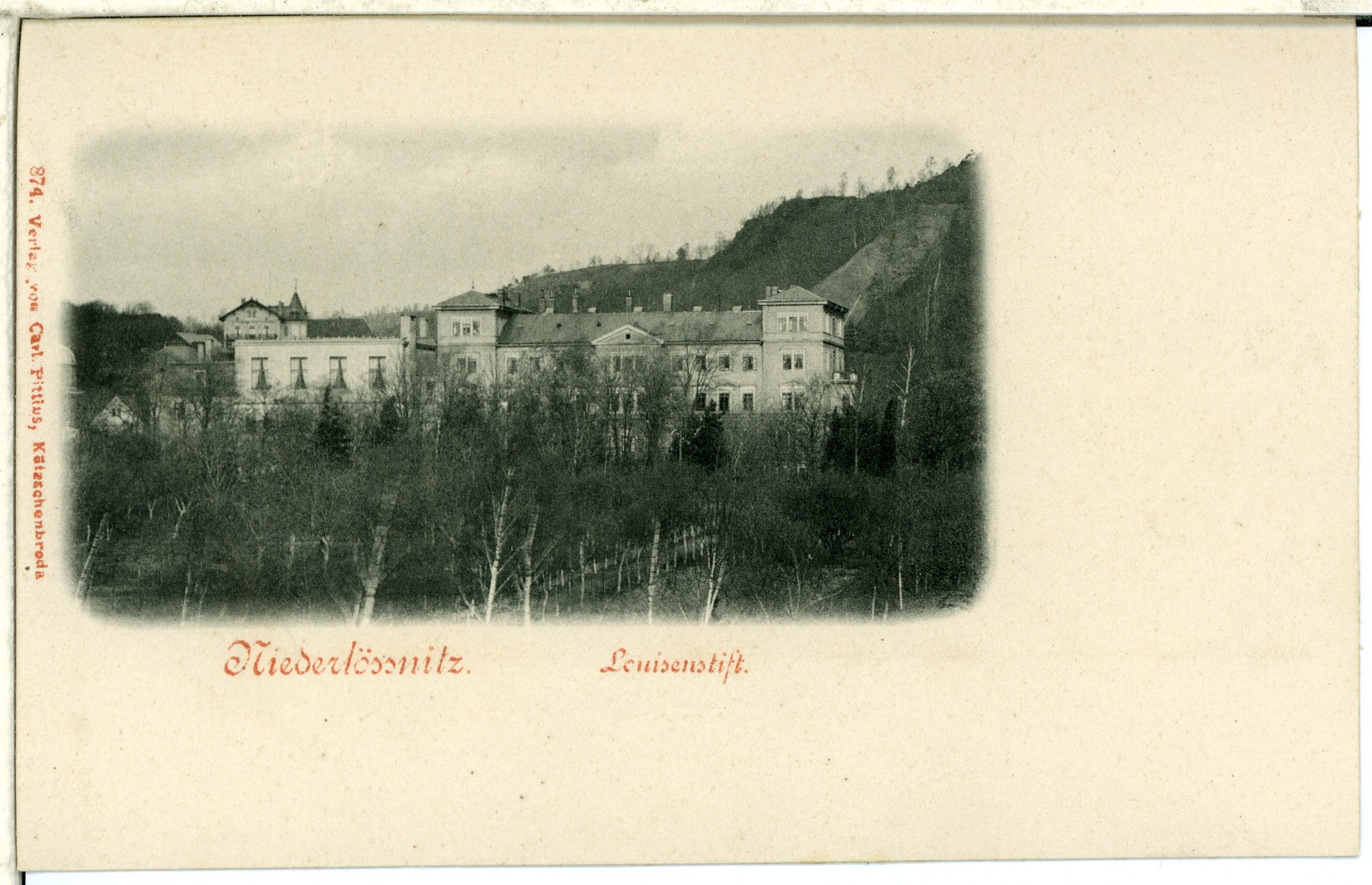
Altbau des Luisenstifts (1898); links über dem Anbau sieht man das Gasthaus „Zum Jägerhof“, vor dem links das Gärtnerhaus zu sehen ist.

Das unter Denkmalschutz stehende Gebäude gehörte zum Anwesen der nahegelegenen Goldschmidtvilla (Auf den Bergen 9) des Bankiers Joseph Goldschmidt, der wegen der nationalsozialistischen Verfolgung mit seiner Familie Mitte der 1930er Jahre emigrieren musste und dessen Vermögen eingezogen und „arisiert“ wurde. Zu DDR-Zeiten befand sich dort eine FDGB-Schule.

## Beschreibung
Das eingeschossige, geputzte Gebäude wurde 1893 wohl durch den Baumeister Adolf Neumann neu errichtet. Das villenartige Wohnhaus im Schweizerstil hat ein Satteldach, Sparrenwerk sowie Hängezapfen. Um die Gebäudeöffnungen finden sich Sandsteingewände.
Unter der Terrasse zur Talseite befindet sich auf der Traufseite ein Kellerhals zu einem älteren Gebäude, der wohl aus dem 17. Jahrhundert stammt.